# نهائي كأس الكؤوس الأوروبية 1980
نهائي كأس الكؤوس الأوروبية 1980 هي المباراة النهائية من منافسة كأس الكؤوس الأوروبية 1979–80، أقيمت المباراة في 14 مايو 1980، في ملعب الملك بودوان، بين فريقي نادي فالنسيا، ونادي أرسنال، وفاز فيها نادي فالنسيا، بعد أن هزم نادي أرسنال، بنتيجة 0 - 0، وكان حكم المباراة فويتخ كريستوف، وحضر المباراة 40000 شخصاً.

## تفاصيل المباراة
لعبت المباراة النهائية في 14 مايو 1980.
| نادي فالنسيا | 0 -0 | نادي أرسنال |
| ------------ | ---- | ----------- |
|              |      |             |